# Przelot północnokoreańskiego pocisku rakietowego nad Japonią

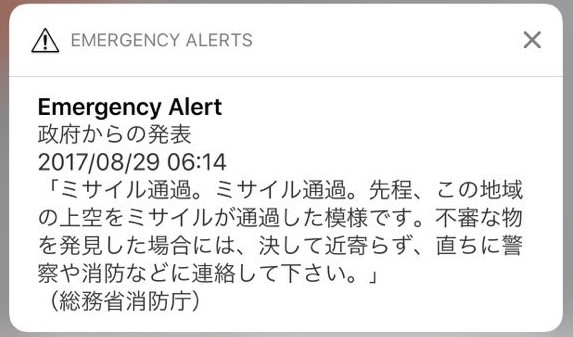
Komunikaty alarmowe wysłane 29 sierpnia 2017 roku podczas wystrzelenia pocisku w Korei Północnej

Przelot północnokoreańskiego pocisku rakietowego nad Japonią – 29 sierpnia 2017 roku doszło do przelotu północnokoreańskiego pocisku rakietowego Hwasong-12 nad japońską wyspą Hokkaido. Według wojska Korei Południowej pocisk został wystrzelony w Sun’an, jednej z dzielnic Pjongjangu – stolicy Korei Północnej, wzniósł się na wysokość 550 kilometrów i spadł po 2700 kilometrach. Został uruchomiony system ostrzegania J-Alert. Japońskie wojsko nie próbowało zestrzelać rakiety.